# Maracena
Maracena er en by og kommune i det sydøstlige Spanien i provinsen Granada. Den har et indbyggertal på 22.310 (2024) indbyggere.